# 勞倫斯 (明尼蘇達州)
勞倫斯（英語：Lawrence）是位於美國明尼蘇達州斯科特縣的一個非建制地區。

## 歷史
勞倫斯於1857年設立郵局，其後於1879年停運。此地得名自早期定居者約翰·勞倫斯（John Lawrence）。

## 地理
勞倫斯所處的海拔為高於海平面230米（即755英呎），而該地所採用的時區為UTC-6，即北美中部時區（CST）。同時該地設有夏令時間，為UTC-6調快一小時，即UTC-5（CDT）。